# التهاب دماغ القديس لويس

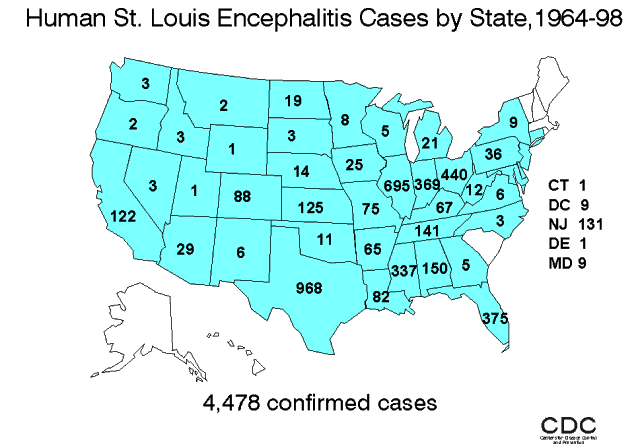
عدد الحالات المسجلة في الولايات المتحدة للفترة 1964-1998.

التهاب دماغ القديس لويس (بالإنجليزية: Saint Louis encephalitis)‏ هو نوع من أنواع التهاب الدماغ وتسببه فيروس التهاب دماغ القديس لويس المنقول بواسطة بعوضة من نوع منسونية [السويدية]. يوجد هذا المرض في الولايات المتحدة. كما سجلت بعض الحالات في المكسيك وكندا.

## تاريخ المرض
تعود تسمية المرض إلى عام 1933 عندما انتشرت حالات التهاب الدماغ في سانت لويس في ميزوري والأماكن المحيطة في مقاطعة سانت لويس. ثم سجلت أكثر من 1000 حالة بواسطة معهد الصحة الوطنية في الولايات المتحدة. هذا الفيروس الذي لم يكن معروفا عزل في المعهد من القرود ثم من الفئران البيضاء.

## الأعراض والعلامات
أبرز الحالات تشكو من أعراض بسيطة بضمنها حمى وصداع. أما الحالات ذات الأعراض الأشد فتظهر عليها أعراض صداع شديد وحمى شديدة وتشنج في الرقبة وذهول وفقدان التوازن وغيبوبة وتشنجات وشلل تشنجي. تتراوح نسبة الوفيات من 3–30٪. المسنون أكثر عرضة للوفات بسبب المرض.

## انتشار المرض
تسجل 128 حالة سنويا في الولايات المتحدة، تحدث أغلبها في الصيف وبداية الخريف. يمكن أن يحدث المرض طوال السنة في الولايات الجنوبية ذات المناخ المعتدل.

## العلاج
لا يتوفر لقاح للمرض. لكن يبدو أن إنترفيرون ألفا 2ب يقلل من حدة المضاعفات.